# Logan, West Virginia
Logan är administrativ huvudort i Logan County i West Virginia i USA. Enligt 2010 års folkräkning hade Logan 1 779 invånare.

## Kända personer från Logan
- Lea Ann Parsley, skeletonåkare